# Владивостокский фуникулёр
Владивосто́кский фуникулёр — линия фуникулёра во Владивостоке. Функционирует с мая 1962 года.
До восстановления Кремлёвского элеватора в Нижнем Новгороде в сентябре 2024 года являлся единственным в России, действующим в качестве общественного транспорта.

## История

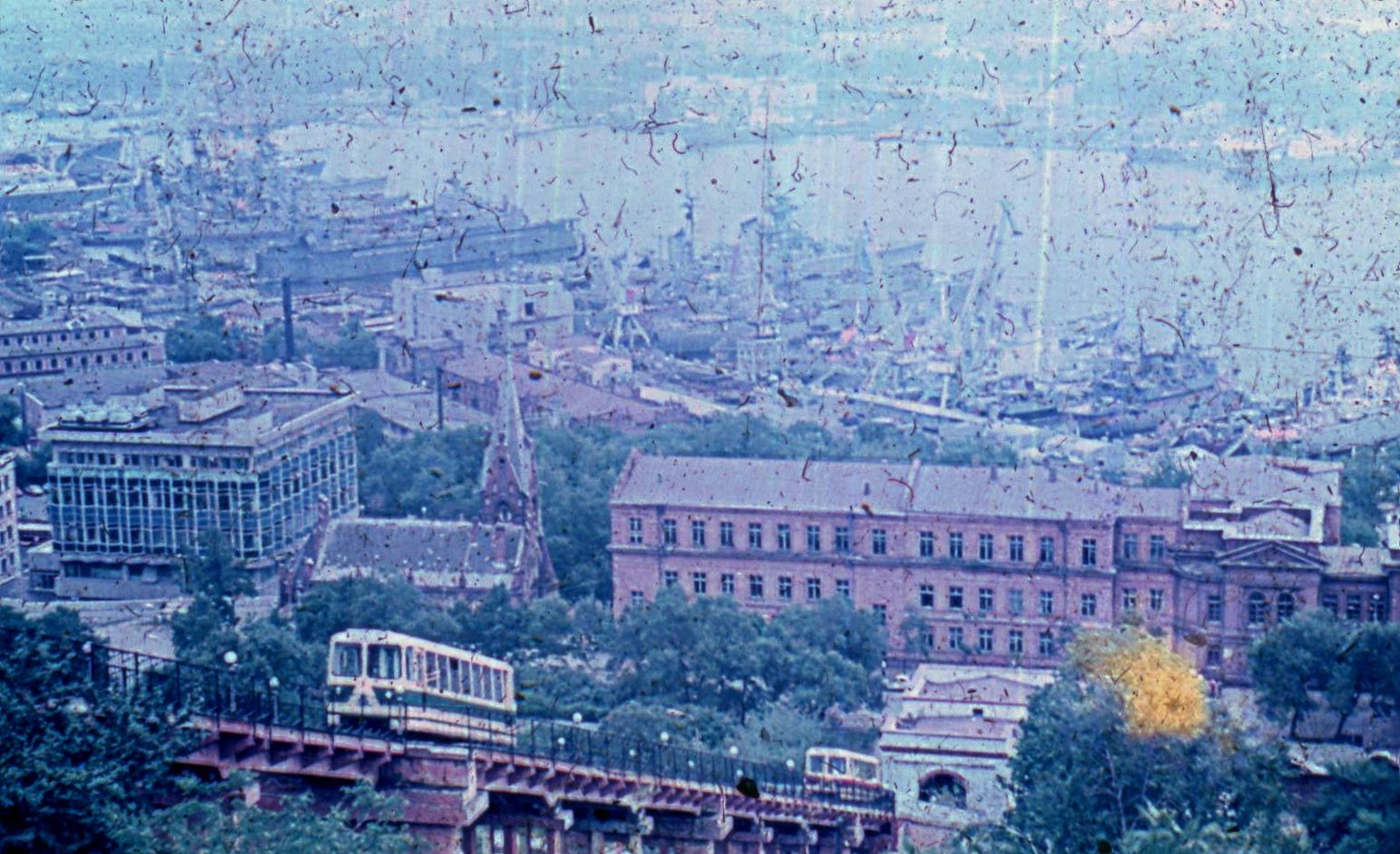
Владивостокский фуникулёр в 1982 году

Фуникулёр был построен в рамках строительства «Большого Владивостока», провозглашённого Н. С. Хрущёвым.
В записке в Президиум ЦК КПСС от 2 ноября 1954 года «О поездке по Дальнему Востоку и Сахалину» Н. С. Хрущёв, предположительно по идее Анастаса Микояна, предлагал построить во Владивостоке «несколько фуникулёров». Согласно Генеральному плану строительства Владивостока, утверждённому Советом министров СССР в декабре 1954 года, предполагалось построить 2 фуникулёра: на месте нынешнего, длиной 300 м, и в райне Гайдамаковского парка, длиной 800 м. Строительство началось в 1959 году, когда Хрущёв, возвращаясь после визита в США, вновь посетил Владивосток и обнаружил, что строительство фуникулёров ещё не начиналось.
Несмотря на многочисленные организационные проблемы и задержки один из фуникулёров, ныне существующий, был всё же построен и пущен в эксплуатацию 5 мая 1962 года. Вагоны были поставлены из Ленинграда, а подъёмное оборудование — из Донецка. Длина его трассы оказалась короче примерно на 100 м от первоначально планировавшейся. Строительство второго фуникулёра так и не было начато.
С мая 2002 года по июль 2005 года фуникулёр был впервые закрыт на капитальный ремонт по причине износа оборудования.
Другой существенный перерыв в его работе, с августа 2008 года по март 2009 года, был связан со строительством автомобильного тоннеля к мосту через бухту Золотой Рог. Немного меньше времени, с августа по декабрь 2015 года, потребовалось на капитальный ремонт его электродвигателя.
Ежегодно фуникулёр закрывается для проведения профилактических работ. Первое время для ремонта его вагонов в качестве доноров использовались вагоны непостроенного второго фуникулёра, но в конце концов обслуживающему персоналу пришлось самостоятельно позаботиться об изготовлении необходимых запасных частей.

## Описание
Нижний остановочный пункт находится на Пушкинской улице, линия фуникулёра проходит по виадуку над улицей Всеволода Сибирцева и закачивается на верхнем остановочном пункте на улице Суханова.
Кроме туристов, до 2013 года основными пассажирами фуникулёра были студенты ДВПИ/ДВГТУ, учебные корпуса которого расположены поблизости. После вхождения ДВГТУ в состав ДВФУ и переезда в новый кампус на Русский остров пассажиропоток существенно сократился.
Параллельно фуникулёру по склону горы в 1957 году проложена лестница, достаточно крутая, но значительно сокращающая путь между вершиной сопки и её подножием в ночное время, а также во время ремонта или профилактики фуникулёра. Местные жители называют её «лестница фуникулёра», «лестница здоровья» и «лестница 1001 ступенька» (хотя ступенек всего 368).

## Характеристики
Основные технические характеристики:
- Длина путей: 183 метра
- Время в пути: 1,5 минуты
- Время стоянки: 5 минут
- Перепад высот между нижней и верхней точкой: 66,5 метров
- Часы работы: с 7:00 до 20:00
- Станции: 2 (нижняя — на ул. Пушкинской, верхняя — на ул. Суханова)

Стоимость проезда по состоянию на 8 февраля 2024 года: наличными — 27 руб.; банковской картой — 25 руб.; единой транспортной картой г. Владивостока — 24 руб.

## Подвижной состав
| Модель | Фотографии | Бортовые номера | Интервал движения | Стоянка |
| ------ | ---------- | --------------- | ----------------- | ------- |
| ЛВРЗ-1 |            | 1, 2            | 1.5 минут         | 5 минут |

## Галерея

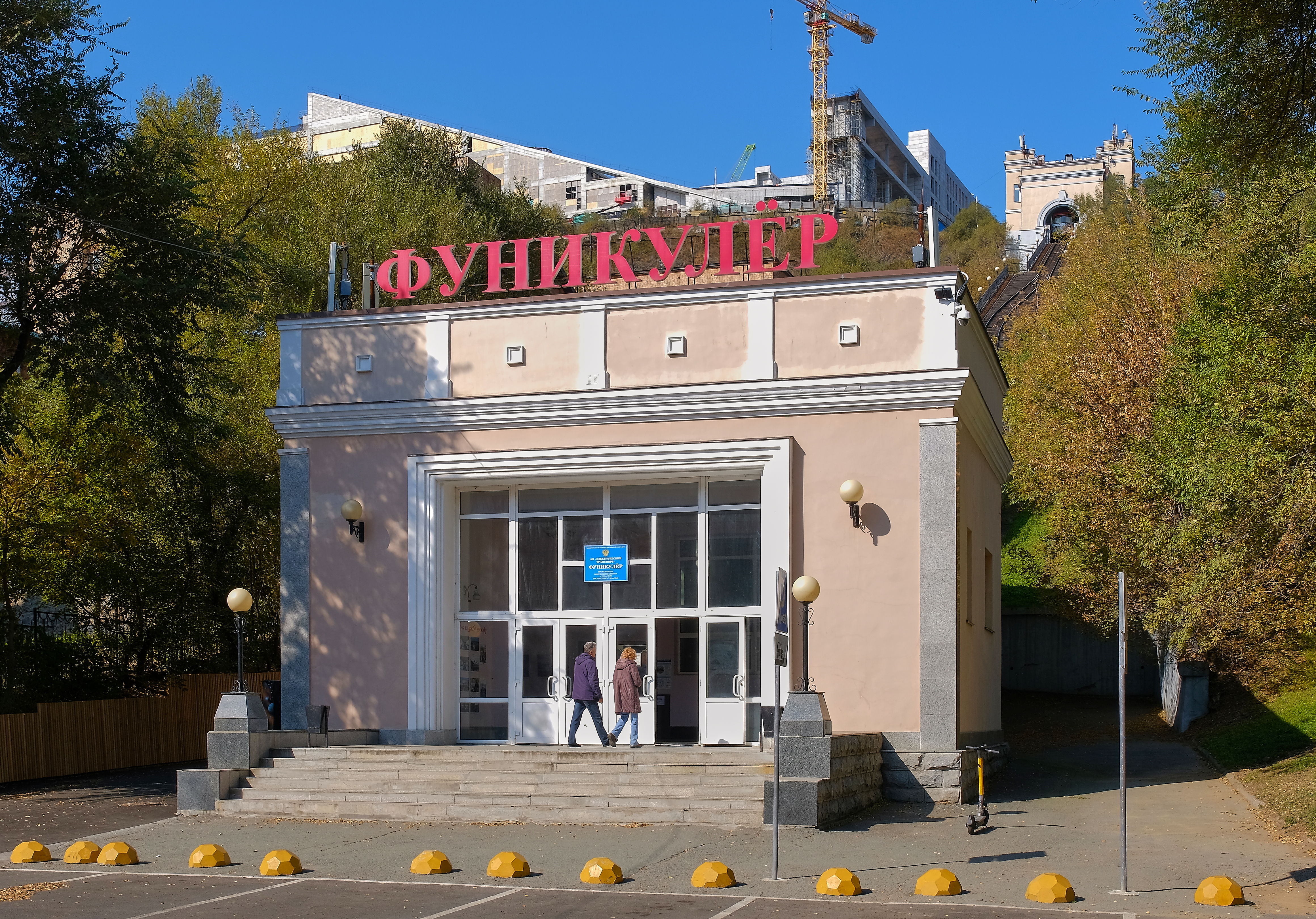
Вестибюль нижней станции
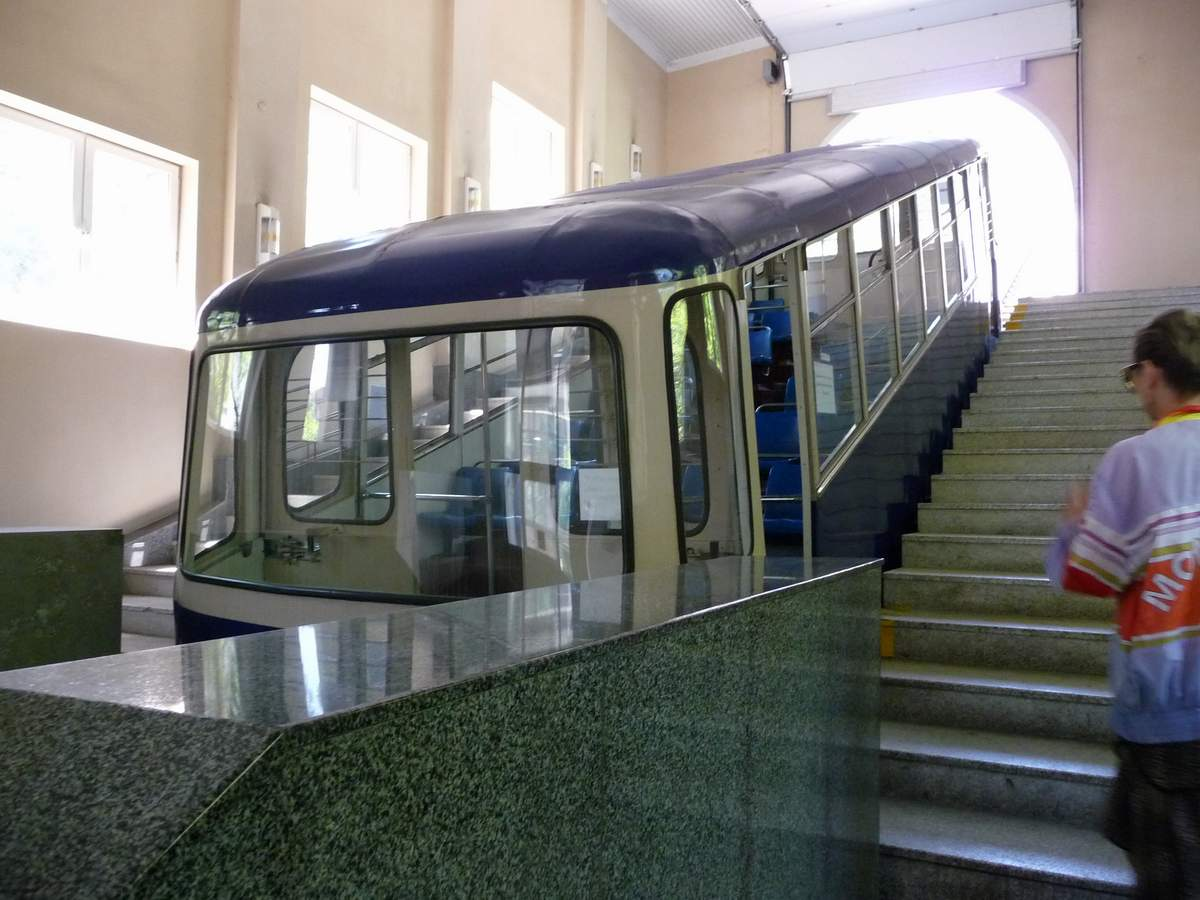
Вагончик ЛВРЗ-1 на нижней станции
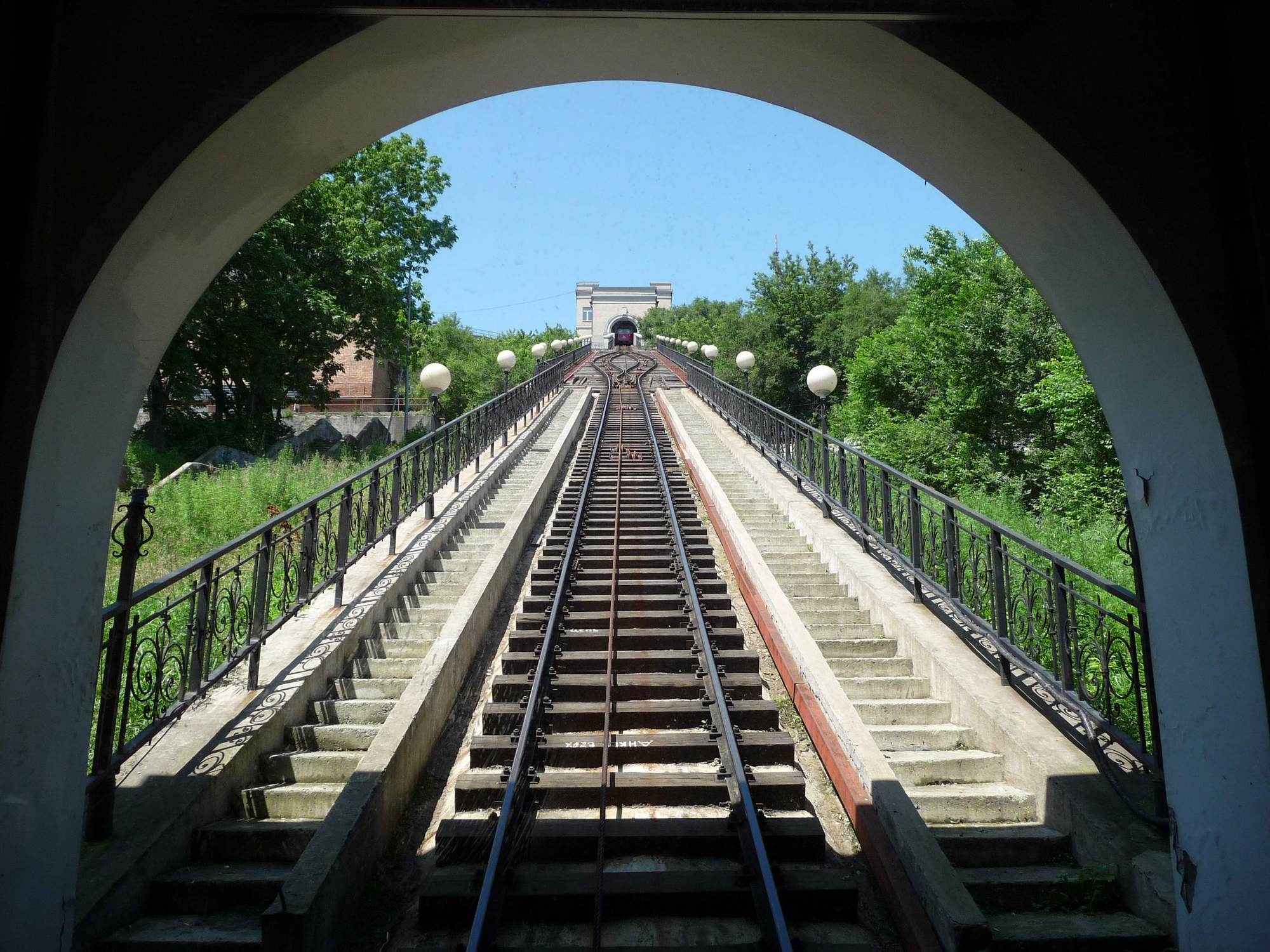
Путь фуникулёра
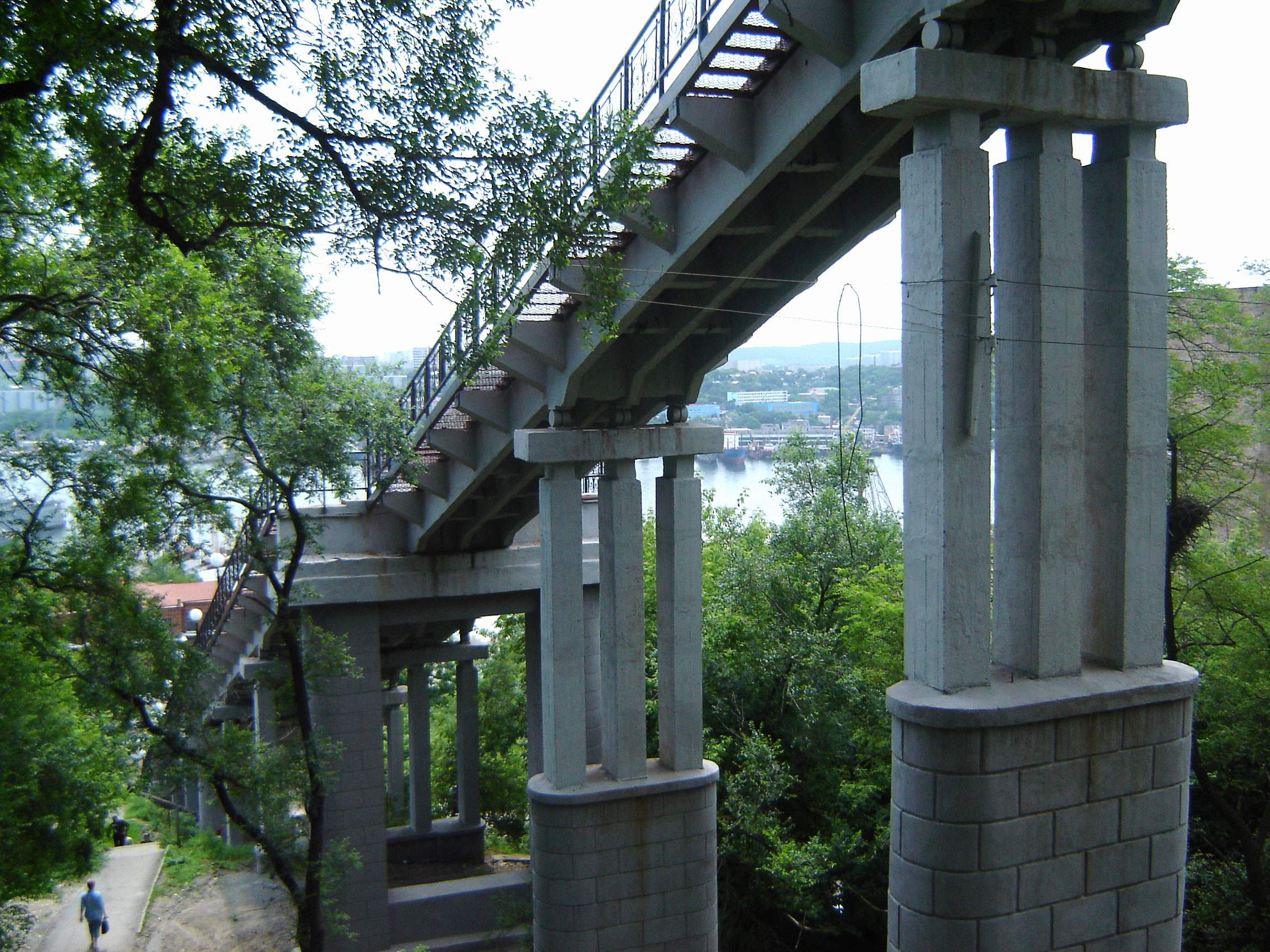
Эстакада
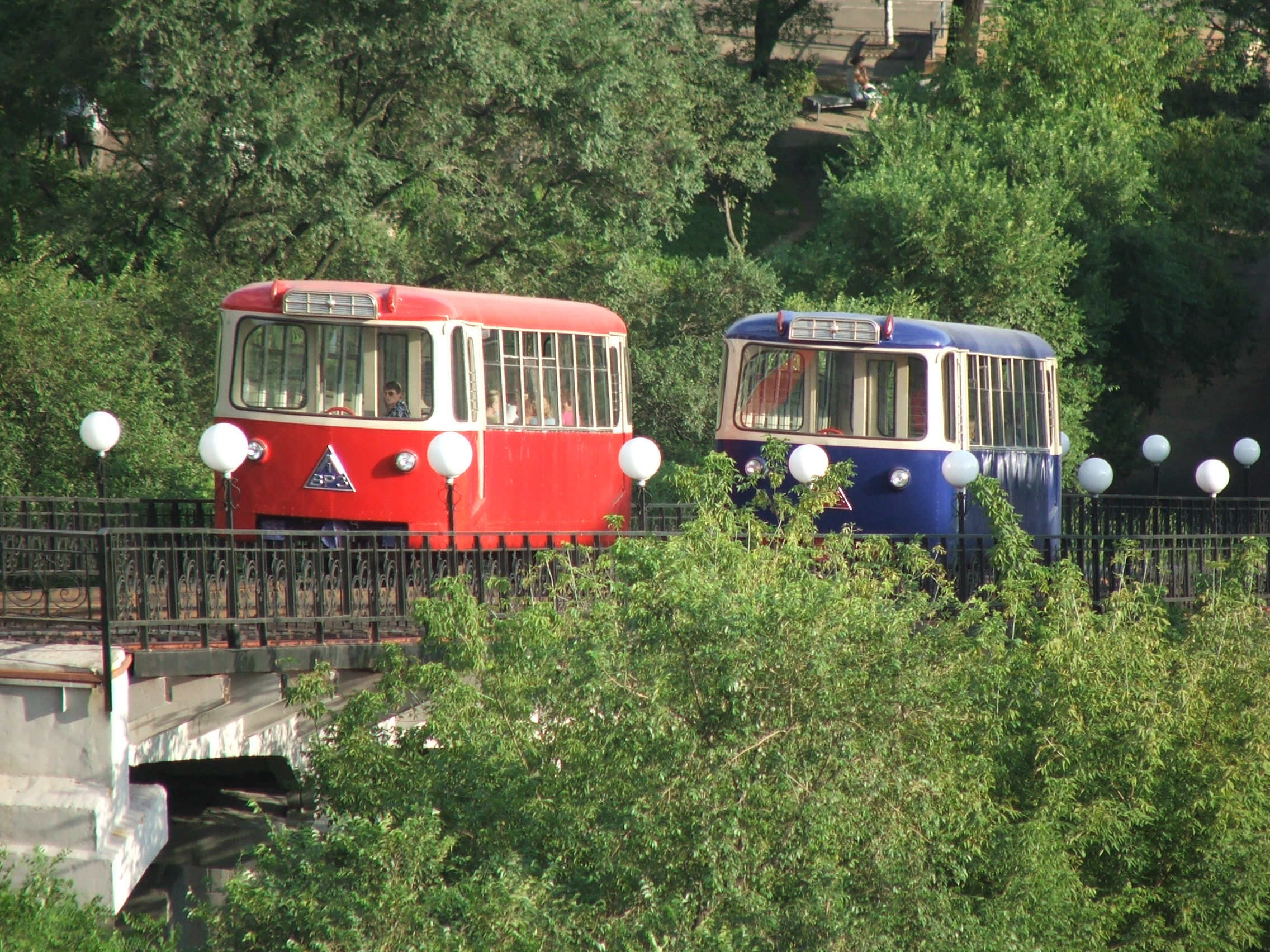
Вагоны на разъезде
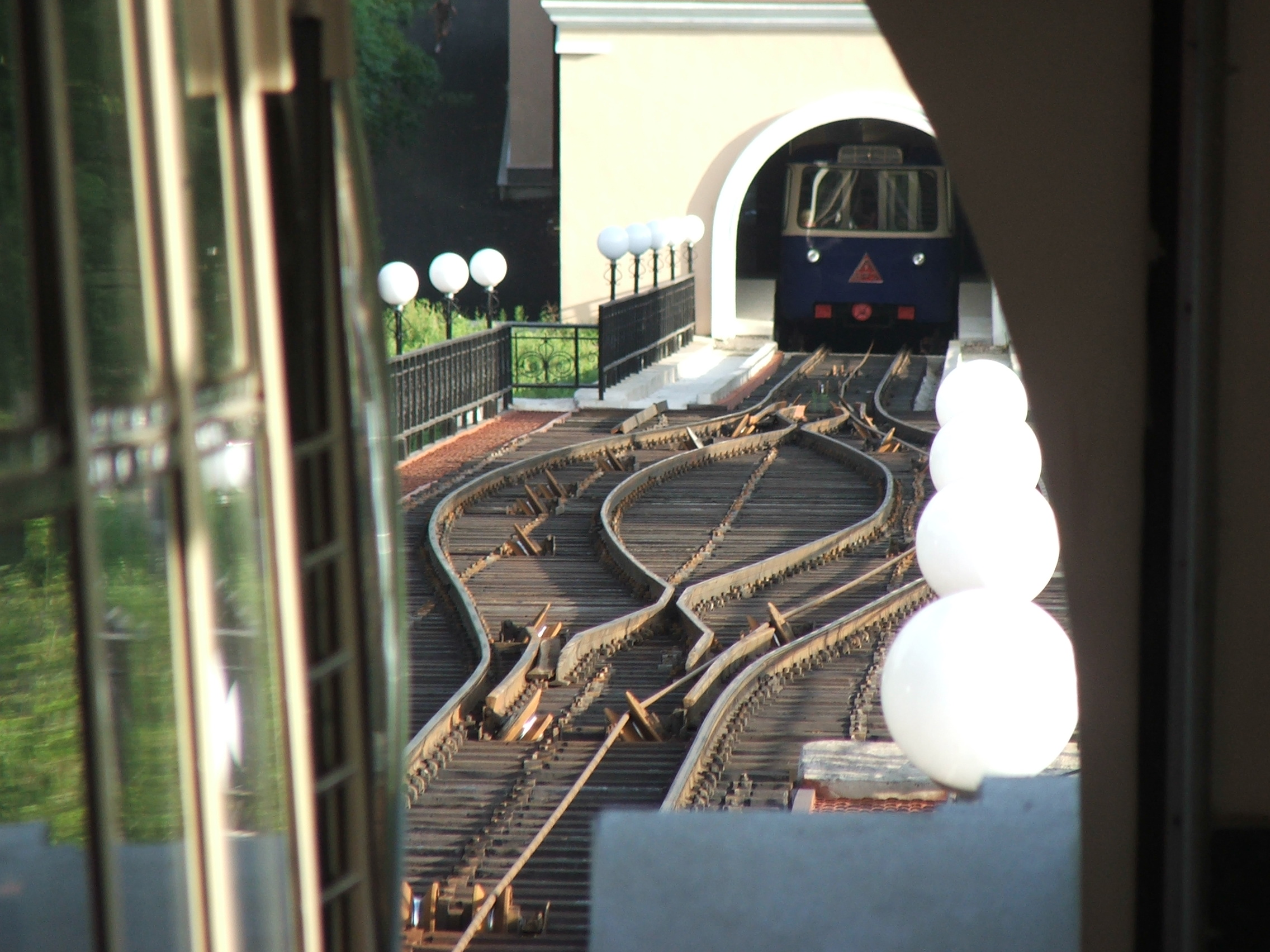
Разъезд
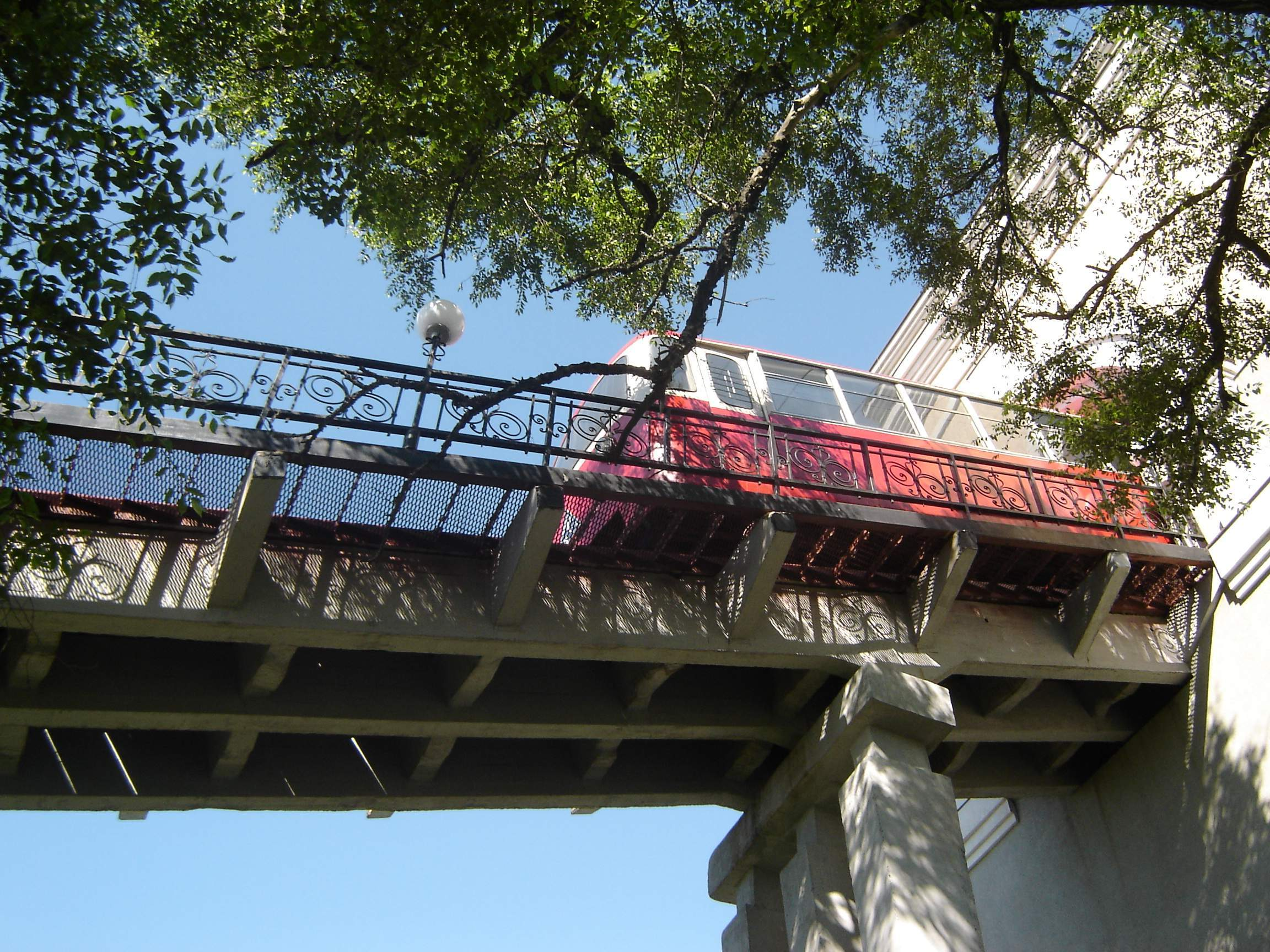
Красный вагончик въезжает на верхнюю станцию
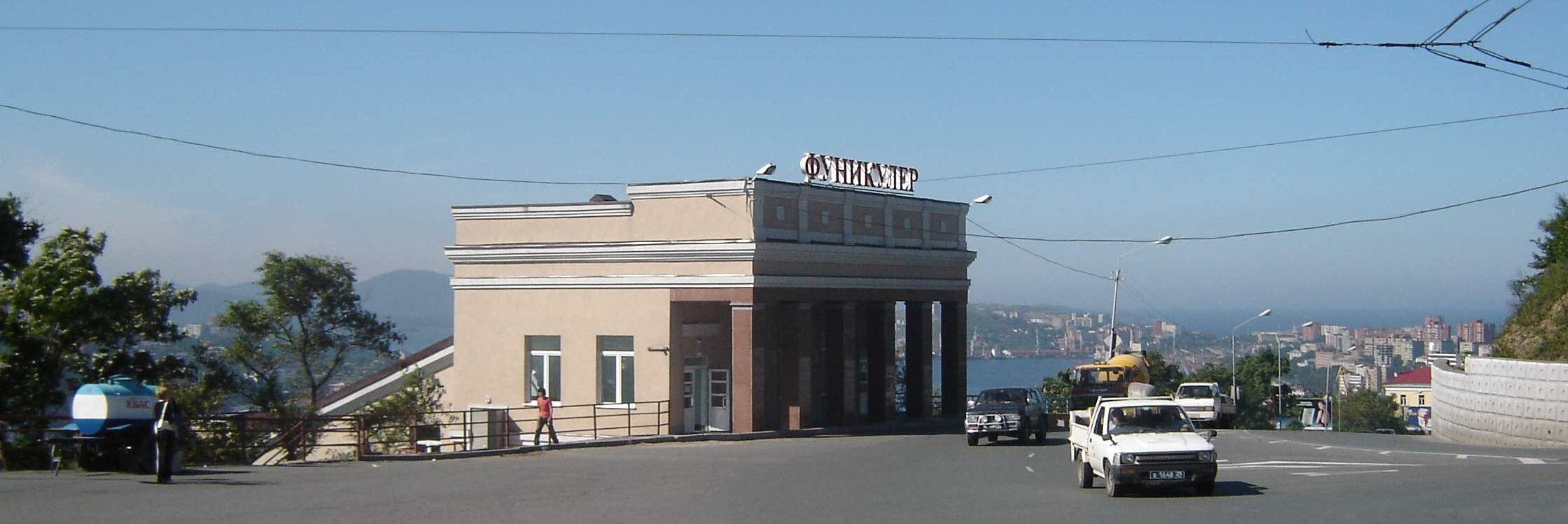
Верхняя станция
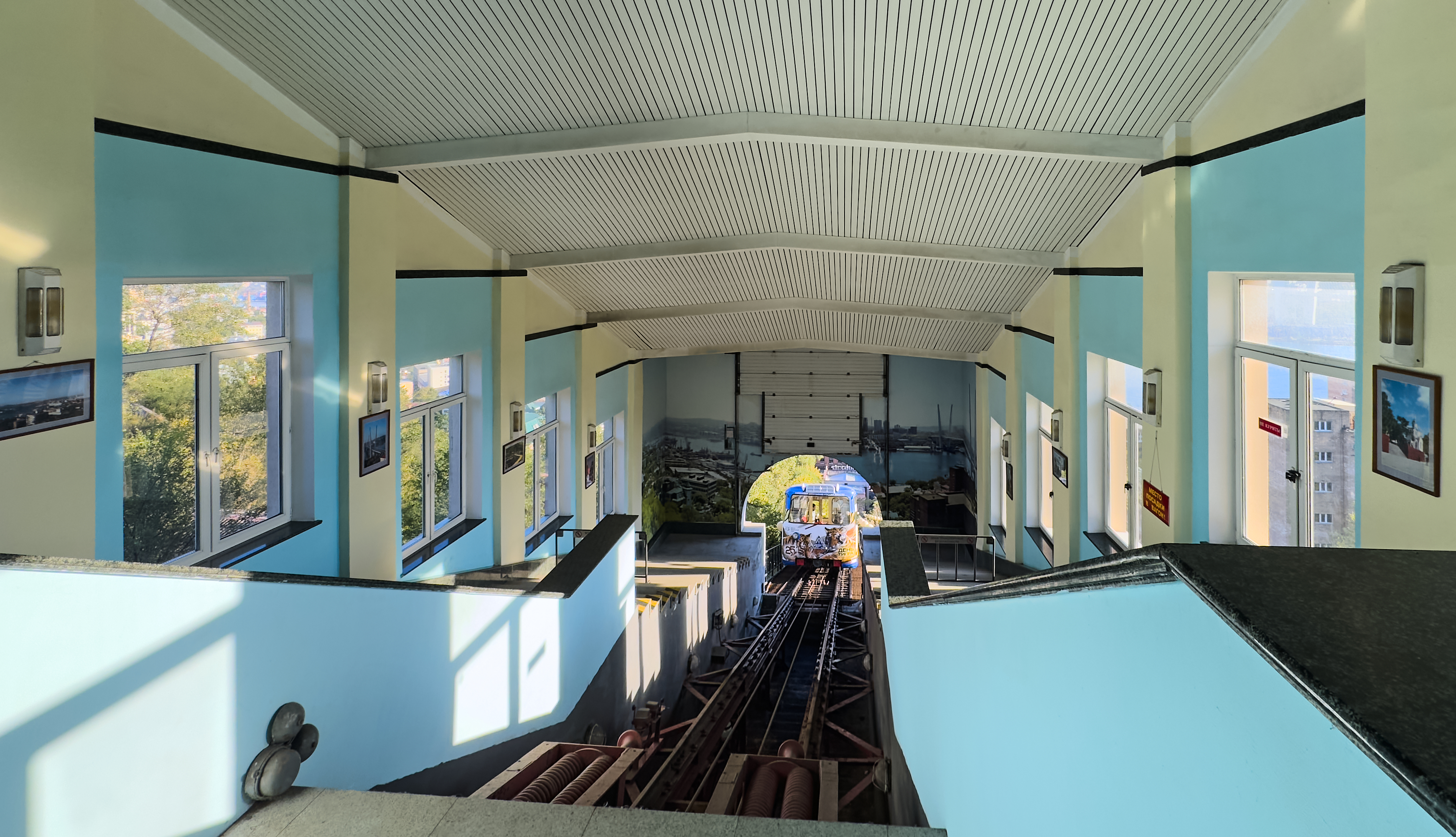
Интерьер верхней станции
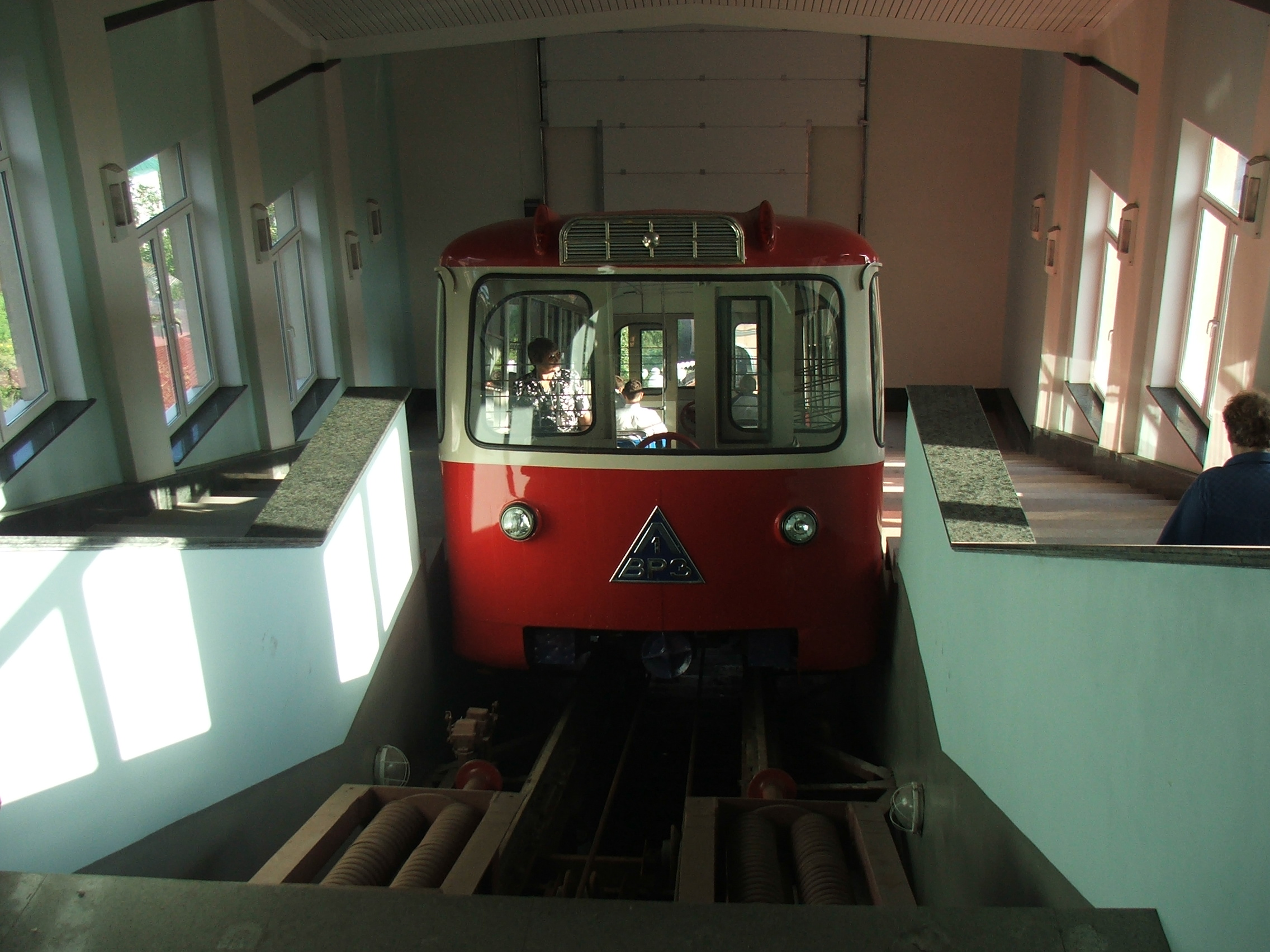
Вагон на верхней станции
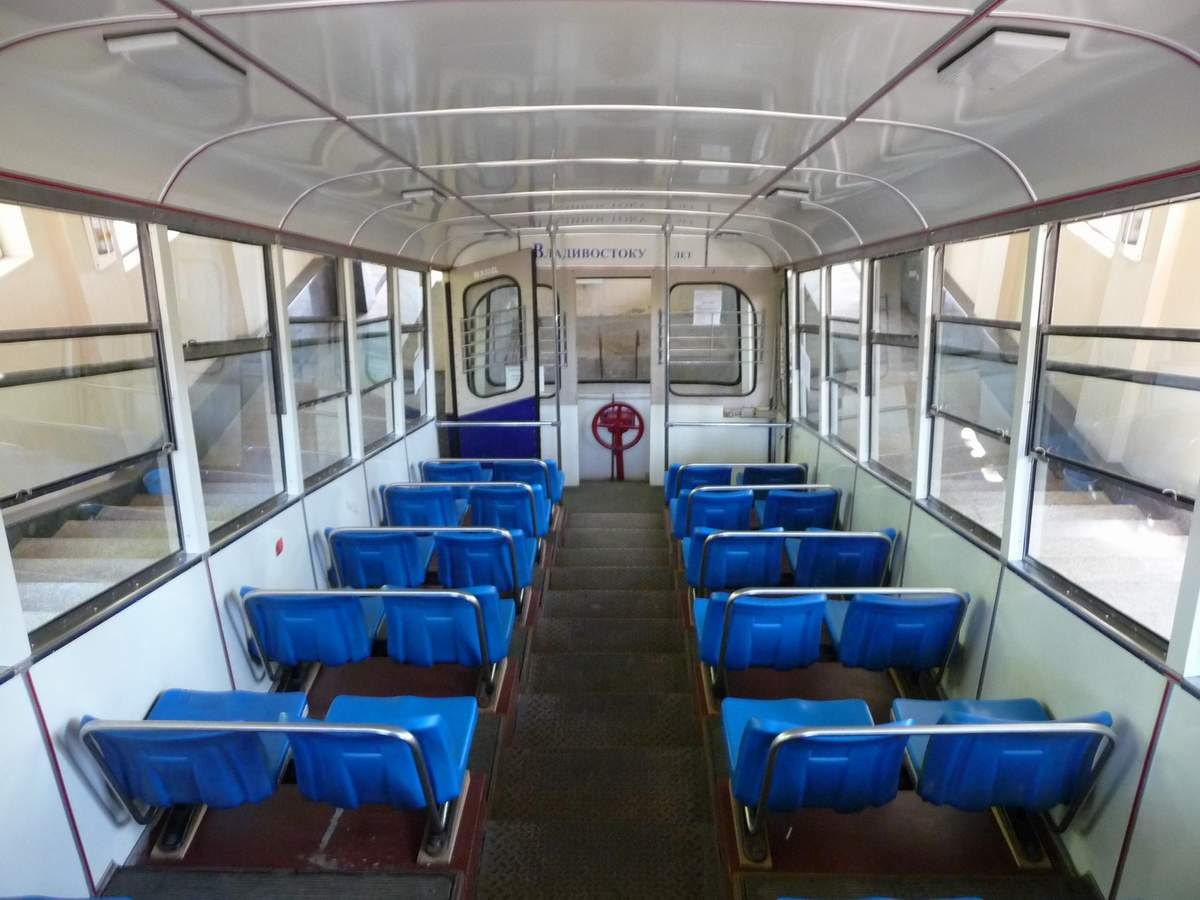
Интерьер вагона
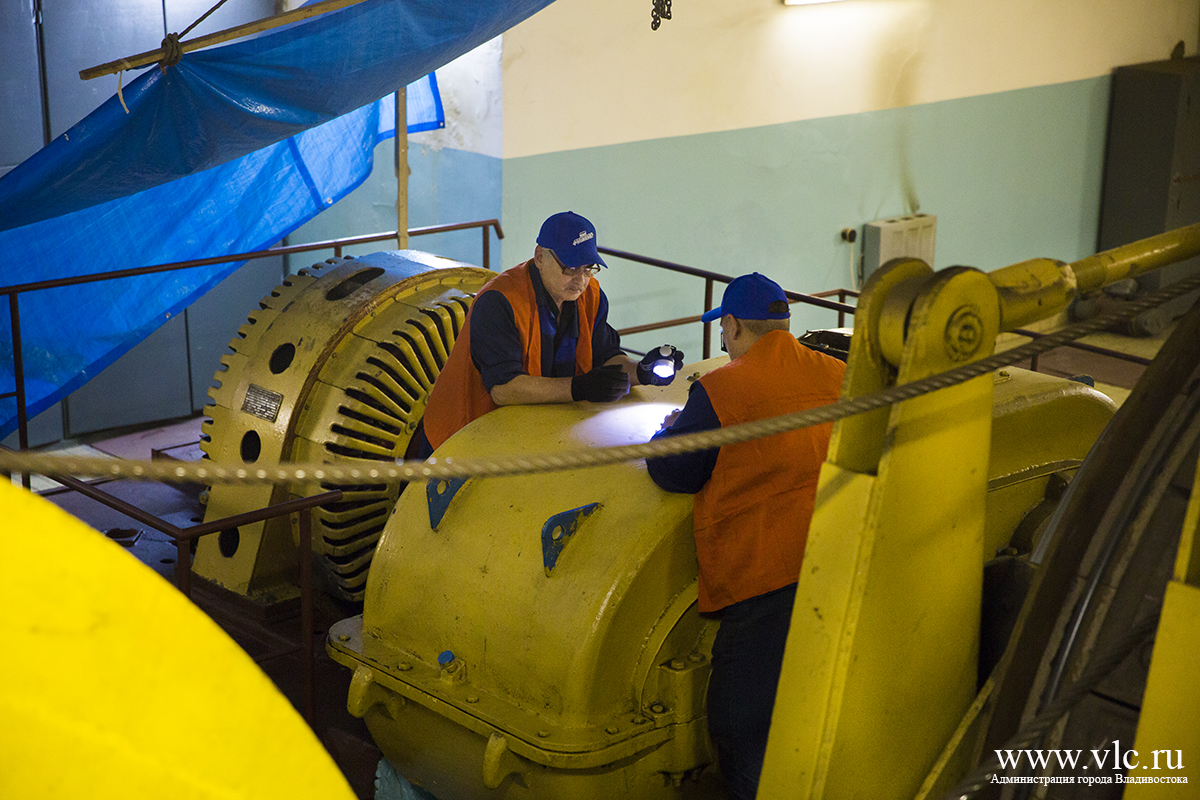
Машинный зал